# Finderup Øvelsesplads
Finderup Øvelsesplads er et militært øvelsesterræn nordvest for landsbyen Finderup i Viborg Kommune i Midtjylland; syd for hovedvej 16 mellem Mønsted og Ravnstrup. Terrænet er på 1.068 ha og består af hede, overdrev og slette (åbne arealer) og skov.
Der er offentlig adgang til området, når der ikke er militær aktivitet. Oversigtstavler ved indfaldsveje angiver perioder med aktivitet.

## Militær anvendelse
Terrænet anvendes overvejende af Hæren og giver mulighed for, at op til en bataljon kan indsættes samlet.
I terrænnets nordøstlige ende findes Finderup-bunkeren (Bunker 7), som blev lukket i 2013.
I det nordvestlige hjørne findes garageanlægget Krogsgårde, som i en årrække husede pansrede køretøjer fra Prinsens Livregiment.
Centralt i den nordlige halvdel af terrænet findes "Tovby", som er etableret midt i 1960'erne til at øve kamp i bebyggede områder.

## Historie
Anledningen til øvelsespladsen var, at Forsvarsloven af 20. april 1959 forudså flere bæltekøretøjer. Dermed ville markskadeudgifterne ved øvelser i civilt terræn blive for store, og i stedet søgtes større øvelsesplads etableret. Jorden på øvelsespladsen er en let sandjord af ringe landbrugskvalitet, hvorved erstatningen til ejerne kunne holdes nede:
| Citat | På grundlag af besigtigelse i terrænet finder jeg anledning til at nævne, at man formentligt vanskeligt kan finde et areal af denne størrelse, hvor man forvolder så lidt landbrugsmæssig skade ved erhvervelse, som i det pågældende terræn. | Citat |
|       | |       |

I 1962-63 gennemførtes ekspropriation af området med virkning fra 1. april 1964. Den samlede erstatning beløb sig til kr. 4.336.810, som ud over jord og bygninger skulle kompensere for ulemper, så de fleste var tilfredse med erstatningssummen.
Området blev sent i forløbet udvidet til at omfatte hele den tidligere Rosborg Sø, så staten kunne blive fri for en forpligtelse til at oprense Mønsted Å.
Ekspropriationen omfattede ca. 50 ejere, herunder 19 gårde og et hus med beboelse; beboerne fik lov at blive boende til 1. april 1964.
Ved etableringen var der planer om at opføre en ny kaserne i områdets nordøstlige hjørne uden for Ravnstrup. Århus Universitet ekspanderede, og der var interesse i at rømme de tre kaserner i byen. Etableringen blev udskudt af flere omgange, i 1963 "fortrængt" af Skive Kaserne, i 1967 etableres Krogsgård som en midlertidig garagefacilitet og atter i 1970 "fortrængt", denne gang af Antvorskov Kaserne for fra 1978 at glide helt ud af planlægningen.
Den daglige drift og administration lå fra starten hos Kommandantskabet på Viborg Kaserne, hvis enheder var flittige brugere af det. Fra 1. august 2005 overgik opgaven til Jydske Dragonregiment i Holstebro.